# Marco Vinicio Ávila Sánchez
Marco Vinicio (nacido como Marco Vinicio  Ávila Sánchez , el 5 de enero de 1984 en Sahuayo) es una personalidad del medio popular nacional. Es conocido por haber sido presidente interino de la gestión de 4 meses y 19 días en la presidencia municipal de Sahuayo de Morelos.

## Formación académica
Marco es abogado graduado en la Universidad de Guadalajara, Jalisco-México,  titulado por promedio con una maestría en Derecho fiscal para culminar estudios en diciembre del 2014.

## Política
Participó en el Partido Acción Nacional como secretario juvenil del comité municipal , fue tesorero durante la administración pública y posteriormente presidente interino ante la anulación de las elecciones del candidato Lic. Armando Tejeda Cid el 1 de septiembre de 2015 por parte del tribunal electoral del poder judicial de la federación.